# Носорог (гравюра Дюрера)
«Носоро́г» (Rhinoceros) — гравюра на дереве немецкого художника Альбрехта Дюрера, изображающая индийского носорога, каким его представлял художник по доступным ему описаниям и рисункам.
Впервые с III века н. э. в Европе живой носорог появился в Португалии, в Лиссабоне в 1515 году. Носорога привезли из Индии в подарок португальскому королю Мануэлу от правителя княжества Камбей в Западной Индии. Затем он был выставлен на всеобщее обозрение и через некоторое время отправлен в подарок  папе римскому, однако корабль, вёзший носорога папе, затонул.
Зарисовки и гравюры лиссабонского носорога попали к Дюреру. Дюрер изобразил носорога, никогда не видев его, используя рисунки и описания очевидцев. На гравюре носорог закован в латы, Дюрер наделил его изогнутым рогом на спине, чешуйчатыми ногами и зазубренным гребнем на спине. Указанные черты не свойственны настоящим носорогам. Несмотря на анатомические неточности, эта гравюра получила известность в Европе и неоднократно копировалась в течение последующих трёх столетий, считаясь достоверным изображением носорогов вплоть до конца XVIII столетия. Позднее она была заменена более точными рисунками, в частности рисунками носорога Клары, демонстрирующимися по всей Европе в 1740—1750 годах. Про гравюру говорили, что «ни одно изображение животного не оказывало такого глубокого влияния на искусство».

## Носорог
20 мая 1515 года в Лиссабон доставили с Востока индийского носорога. В начале 1514 года Афонсу д’Албукерки, губернатор Португальской Индии, отправил послов к султану Музафару II, правителю Камбея, за разрешением о строительстве форта на острове Диу. Послы не добились разрешения, но обменялись дипломатическими подарками, в числе которых ими был получен носорог.
Среди правителей того времени было принято дарить друг другу экзотических животных. Носорогов в то время уже умели держать в неволе. Д’Албукерки переслал подарок (носорога по имени Ганда) вместе со смотрителем королю Португалии Мануэлу I. В январе 1515 года носорога отправили из Гоа на корабле. Корабль под руководством Франсиску Перейры Коутинью , сопровождаемый двумя другими судами, полностью гружеными редкими животными, пересёк Индийский океан, обогнул мыс Доброй Надежды, пересёк Атлантический океан с краткими остановками в Мозамбике, на острове Святой Елены и Азорских островах.
После относительно короткого путешествия (весь путь занял 120 дней) носорог доставлен на берег в Португалии, недалеко от места строительства башни Белен. Башня была вскоре украшена горгульями в форме голов носорога. С римских времён носорогов в Европе не видели; они стали считаться мифическими животными, иногда их смешивали с единорогами. Прибытие живого носорога произвело сенсацию. В контексте ренессанса, носорог рассматривался как кусочек античности. Животное вызвало интерес учёных и просто любопытных. По всей Европе рассылались письма с описанием фантастического животного.
- Первое известное изображение носорога[комм. 1]
- Изображение слона Ханно[комм. 2]
- Скульптурное изображение носорога на Торри-ди-Белен в Лиссабоне, 1515—1521
- «Творение животных» Рафаэля[комм. 3]

Самое раннее изображение носорога служило иллюстрацией к стихотворению  флорентийца Джованни Джакомо Пенни, опубликованному 13 июля 1515 года, менее чем через 8 недель с момента прибытия носорога в Лиссабон. Единственная известная на данный момент копия стихотворения хранится в Институте Колумба в Севилье.
Экзотическое животное содержалось в зоопарке короля Мануэла во дворце Рибейра в Лиссабоне отдельно от слонов и других крупных животных. На троицу, 3 июня, король Мануэл устроил бой между носорогом и молодым слоном из зоопарка, чтобы проверить утверждение Плиния Старшего о том, будто слон и носорог являются злейшими врагами. Носорог решительно и неторопливо приближался к своему противнику, но слон, испугавшись шума толпы, сбежал.
Мануэл решил подарить носорога папе римскому Льву Десятому. Король был заинтересован в благосклонности папы римского, чтобы поддерживать права на исключительное владение землями, открытыми его морским флотом на Дальнем Востоке со времён Васко да Гамы. За год до этого папе Римскому очень понравился белый слон, которого он назвал Ханно . Носорог в зелёном бархатном ошейнике, украшенном цветами, вместе с другими ценными дарами, был отправлен в Рим в декабре 1515 года. В начале 1516 года судно проходило мимо Марселя. Король Франции Франциск I возвращался из Сэн-Максимэн-ла-Сэн-Бом в Провансе и выразил желание посмотреть на животное. Португальское судно ненадолго остановилось на острове недалеко от Марселя, где носорога показали королю.
Затем корабль продолжил путь, но попал в сильный шторм, когда проходил через узкий проход в Портовенере к северу от Специи на берегу Лигурии, и затонул. Носорог был прикован к палубе и затонул вместе с кораблем. Тело носорога было выловлено неподалёку от Вильфранша-сюр-Мер, шкура отправлена в Лиссабон, где из неё изготовили чучело. Некоторые источники утверждают, что шкура была отправлена в Рим на выставку «набитой соломой» , впрочем, подобные сообщения оспаривают представления о существовавших в то время технологиях таксидермии. В любом случае, носороги не вызвали в Риме сенсации как в Лиссабоне. Рафаэль и Джованни да Удине зарисовали носорогов.
Если чучело носорога и было доставлено в Рим, его дальнейшая история неизвестна. Его могли перевезти во Флоренцию, оно могло быть уничтожено во время погромов в 1527 году. Судьба носорога послужила основой для романа Лоуренса Норфолка «The Pope’s Rhinoceros» 1996 года.

## Гравюра Дюрера
Валентин Фернандес, купец и издатель из Моравии, видел носорога в Лиссабоне и дал его описание в письме другу в Нюрнберг. Подлинник на немецком языке не сохранился, в Национальной библиотеке во Флоренции хранится его копия на итальянском. Сохранилось ещё одно письмо неизвестного авторства, отправленное из Лиссабона в Нюрнберг примерно в то же время. Письмо содержало набросок носорога. Дюреру, имевшему связи с португальской факторией в Антверпене, довелось ознакомиться с письмом и рисунком. Не видев живого носорога лично, Дюрер сделал два рисунка ручкой и чернилами. На основе второго рисунка была изготовлена гравюра, в результате получилось зеркальное отображение рисунка.

В 1513 году после Рождества Христова, в первый день мая, могущественному королю Португалии Эммануилу привезли в Лиссабон живого зверя из Индии, которого они называют носорогом. Здесь изображено, как он выглядит. Цвет его подобен цвету черепашьего панциря, и он плотно покрыт толстой чешуёй. И по величине он равен слону, но ноги у него короче, и он хорошо защищён. Спереди на носу он имеет крепкий рог, который он точит повсюду, когда бывает среди камней. Этот зверь — смертельный враг слона, и слон его очень боится. Ибо где бы он его ни встретил, этот зверь просовывает свою голову между передними ногами слона и вспарывает ему брюхо и убивает его, и тот не может от него защититься. Ибо этот зверь так вооружён, что слон ему ничего не может сделать. Говорят также, что носорог быстрый, непредсказуемый и хитрый зверь.
Оригинальный текст (нем.)Nach Christiegeburt / 1513. Jar Adi 1. May hat man dem grossmechtigisten König Emanuel von Portugal / gen Lysabona aus India pracht / ain solch lebendig Thier. das nennen sie Rhinocerus / Das ist hie mit all seiner gestalt abconterfect. Es hat ein Farb wie ein gepsreckelte Schildkrot / und ist vom dicken schalen uberleget sehr fest / und ist in der gröss als der heillfandt / aber niderichter von baynen und sehr wehrhafftig es hat ein scharffstark horn vorn auff der Nassen / das begundt es zu werzen wo es bey staynen ist / das da ein Sieg Thir ist / des Heilffanten Todtfeyndt. Der Heillfandt fürchts fast ubel / den wo es Ihn ankompt / so laufft Ihm das Thir mit dem kopff zwischen die fordern bayn / und reist den Heilffanten unten am bauch auff / und er würget ihn / des mag er sich nicht erwehren. dann das Thier ist also gewapnet / das ihm der Jeilffandt [sic] nichts Thun kan / Sie sagen auch / das der Rhinocerus / Schnell / fraytig / und auch Lustig / sey.
— Надпись на гравюре 1515 года
Гравюра содержит фактические ошибки. На ней носорог покрыт прочными щитами, подобными листам брони, имеет воротник на шее, цельную грудную пластину. Швы брони выглядят так, будто они скреплены заклёпками. На спину носорогу Дюрер поместил изогнутый рог, а ноги покрыл чешуёй. Не исключено, что для боя носорога со слоном в Португалии действительно был создан комплект доспехов, и что гравюра изображает эти доспехи.
Впечатление брони могли вызвать складки кожи индийского носорога. Возможно, что броня, наряду с другими несоответствиями, была результатом недоразумения или воображения автора. Дюрер покрыл тело носорога, включая «доспехи», ячеистым узором. Возможно, это было попыткой передать вид грубой и почти безволосой кожи, на которой заметны характерные шишки, покрывающие верхнюю часть ног и плечи. Не исключено, что этот узор может отображать дерматит, вызванный неправильным содержанием во время путешествия из Индии в Португалию.
Практически одновременно с Дюрером гравюру носорога изготовил Ханс Бургкмайр из Аугсбурга. Бургкмайр имел связь с торговцами Лиссабона и Нюрнберга, однако неясно, имел ли он доступ к письму или эскизу, которые использовал Дюрер, или видел носорога воочию. Его работа больше соответствует действительности. В ней отсутствуют наиболее фантастические черты, присущие работе Дюрера, а также она воспроизводит цепи, которыми был прикован носорог. Тем не менее, и в художественном плане, и в популярности она уступает работе Дюрера.
Сохранился только один отпечаток работы Бургкмайра, в отличие от гравюры Дюрера, сохранившейся во многих экземплярах. Первый вариант гравюры Дюрер выпустил в 1515 году. Её отличает наличие пяти строк текста. Таковы переиздания, выполненные после смерти Дюрера, включая два издания 1540-х и последующие два — конца XVI века. Поздние издания содержат шесть строк текста.
Несмотря на ошибки, работа долгое время оставалась популярной и считалась достоверным изображением носорога до конца XVIII века. Не исключено, что Дюрер ожидал подобный успех и намеренно выбрал в качестве материала дерево, что позволило удешевить производство и, следовательно, увеличить тираж. На данной гравюре основывались иллюстрации к естественнонаучным текстам, в том числе к таким книгам как Космография Себастьяна Мюнстера (1544), Historia animalium Конрада Гесснера (1551), Histoire of Foure-footed Beastes Эдварда Топсела (1607) и многие другие. Носорог, украшавший эмблему Алессандро Медичи, имеет выраженное сходство с носорогом Дюрера.
В основании колонны, возведённой в Париже перед церковью Гроба Господня в Сен-Дени в честь прибытия нового короля Франции, Генриха Второго, было помещено скульптурное изображение носорога, также основанное на гравюре Дюрера. Похожий носорог изображён на рельефе на одной из бронзовых западных дверей Пизанского собора. Носороги стали популярным мотивом изобразительного искусства и скульптуры. На популярность гравюры не повлияло ни то, что в течение восьми лет, с 1580 по 1588, живой индийский носорог находился в Мадриде (при этом до наших дней сохранилось несколько отпечатков гравюры носорога, зарисованного Филиппом Галле в Антверпене в 1586 году, а также и производные от этого рисунка работы), ни показ живого носорога в Лондоне веком позже (с 1684–86 годов), а также другого после 1739 г.
Значение гравюры и производных от неё работ упало в середине-конце XVIII века, в связи с тем, что всё больше носорогов стали привозить в Европу. Натуралистичные изображения, такие как картина с носорогом Кларой в натуральную величину кисти Жан-Батиста Удри и картины Джорджа Стаббса, начали вытеснять прежний образ носорога в массовом сознании. В частности, работа Удри послужила основой для иллюстрации «Естественной истории» Бюффона.
До конца 30-х годов XX века изображение Дюрера фигурировало в немецких школьных учебниках как достоверное изображение носорога. В немецком языке индийских носорогов называют панцирными носорогами. Благодаря изображению Дюрера носорога два с половиной века представляли животным, одетым в доспехи. Гравюра вдохновила Дали на скульптуру «Rinoceronte vestido con puntillas», с 2004 года выставленной на стоянке яхт в испанском городе Марбелья.